# 钱金福 (京剧演员)
钱金福（1862年—1937年），满族，北京人，清末民初京剧武花脸演员。
钱金福幼年即入金福昆腔科班和四箴堂科班学戏，工武花脸，兼架子花脸。其昆曲根底扎实，功底深厚、武功稳健、靠把工整，长靠戏有大将风度，“毛净”戏于威武中见妩媚，耍牙、喷火技术堪称一绝。后入春台、长庆、玉成、春庆、同庆等班。曾为清廷“内廷供奉”。1904年被选入清升平署外学。把架子花脸与武花脸融为一体，形成独特的风格。精研净角脸谱，对脸谱勾法有许多创造、发展。常为谭鑫培、余叔岩、杨小楼等配戏。擅演《芦花荡》、《嫁妹》、《山门》、《瓦口关》、《铁笼山》等剧目。梅兰芳、杨小楼、余叔岩、王瑶卿等均曾受其教益。子钱宝森也工武花脸。